# ایدسبین
ایدسبین (به سوئدی: Edsbyn) یک منطقهٔ مسکونی در سوئد است که در بخش اووانوکر واقع شده‌است. ایدسبین ۴٫۵۳ کیلومتر مربع مساحت و ۳٬۹۸۵ نفر جمعیت دارد.